# Tofel

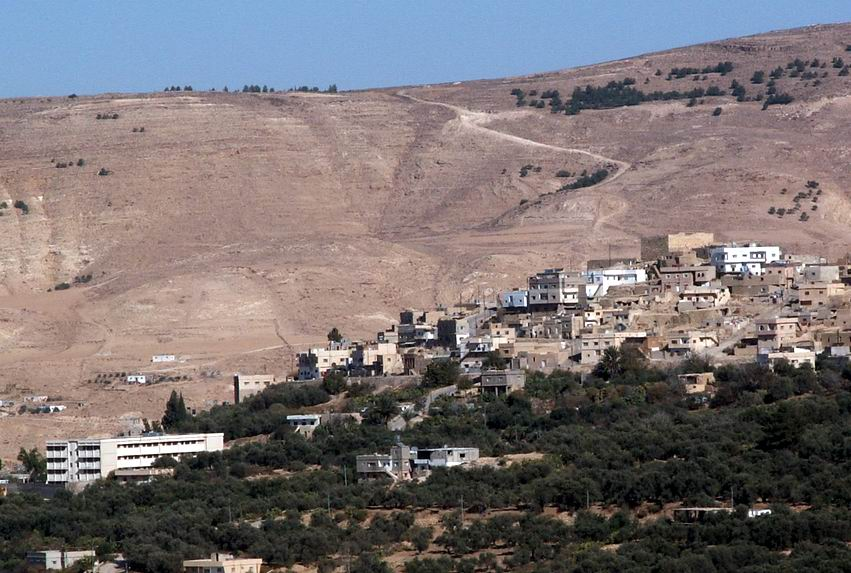
Fotografia da atual cidade de Tofel, na Jordânia.

Tofel (em hebraico: תפל, "insípido", "reboque") foi uma cidade edomita mencionada na Bíblia hebraica: "Estas são as palavras que Moisés falou a todo o Israel além do Jordão, no deserto, na planície defronte do Mar Vermelho, entre Parã e Tofel, e Labã, e Hazerote, e Di-Zaabe.
Deuteronômio 1:1". É identificado como Tafilah, na Jordânia, ao norte de Petra.